# Episodi di Yo-kai Watch (seconda stagione)
Questa è la lista degli episodi della seconda stagione di Yo-kai Watch, la quale è stata trasmessa originalmente in Giappone dal 10 luglio 2015, una settimana dopo la conclusione della prima, ed è terminata il 23 dicembre 2016, mentre in Italia è andata in onda dal 16 aprile al 31 agosto 2018 su Cartoon Network, interrompendosi all'episodio 101 e saltando le puntate numero 98 e 100.
Nel corso della trasmissione della versione originale giapponese si sono susseguite diverse sigle. Gli episodi che vanno dal numero 77 al 101 presentano i brani Jinsei Dramatic (人生ドラマティック?, Jinsei Doramatikku) di King Cream Soda (apertura) e Uchū Dance! (宇宙ダンス!?, Uchū Dansu!) di Cotori e Stitchbird (Yo-kai Busters: Aka Neko-dan & Shiro Inu-tai) (chiusura). Dal numero 102 al 129 invece sono stati utilizzati Terukuni jinja no kumade (照国神社の熊手?) di King Cream Soda (apertura) e Chikyujin (地球人?) di Cotori e Stitchbird (chiusura). L'ultima coppia di brani, utilizzata per gli episodi 130-150, è You Got a otomodachi (ゆーがらお友達?, Yū Gara otomodachi) di King Cream Soda (apertura) e Furusato Japon (ふるさとジャポン?) delle LinQ (chiusura).
Nell'edizione italiana invece la sigla d'apertura di tutti gli episodi è Yo-kai Watch di Luigi Alberio mentre quelle di chiusura sono Esercizio Yo-kai #1 di Silvia Pinto e Esercizio Yo-kai #2 di Silvia Pinto e Sergente Kuadro.

## Lista episodi
| Nº  | Titolo italiano Giapponese 「Kanji」 - Rōmaji | In onda           | In onda        |
| Nº  | Titolo italiano Giapponese 「Kanji」 - Rōmaji | Giapponese        | Italiano       |
| 77  | È arrivato Usapyon 「USAピョンが来た！」 - Usapyon ga kita! | 10 luglio 2015    | 16 aprile 2018 |
| 78  | Il nuovo Yo-kai Watch! 「新しいウォッチ！」 - Atarashii Wotchi!「イナホとUSAピョンのロケットチビチビクミタテール① ～エンジン編～」 - Inaho to Usapyon no Roketto Chibichibi Kumitatēru 1 ~Enjin-hen~ | 17 luglio 2015    | 17 aprile 2018 |
| 79  | 「コマさんといく ～はじめてのマッサージ～」 - Komasan to Iku ~Hajimete no Massāji~L'estate, il mare, gli Yo-kai! La volta di Malandro 「夏だ、海だ、妖怪だ！ グレるりん編」 - Natsu da, Umi da, Yōkai da! Gurerurin-hen「夏だ、海だ、妖怪だ！ うみぼうず編」 - Natsu da, Umi da, Yōkai da! Umibōzu-hen                                                                                     | 24 luglio 2015    | 17 aprile 2018 |
| 80  | 「コマさんといく ～はじめての陶芸教室～」 - Komasan to Iku ~Hajimete no Dōgei Kyōshitsu~Ai confini della spaventosità - Le ombre che si nascondono nell'oscurità 「こわいライトゾーン ～闇に潜む影～」 - Kowai Raito Zōn ~Yami ni Hisomu Kage~「イナホとUSAピョンのロケットチビチビクミタテール② ～燃料電池編～」 - Inaho to Usapyon no Roketto Chibichibi Kumitatēru 2 ~Nenryōdenchi-hen~ | 31 luglio 2015    | 18 aprile 2018 |
| 81  | Cicalama va al concerto 「セミまるライブに行く！」 - Semimaru Raibu ni Iku!「武者かぶととクワノ武士」 - Mushakabuto to Kuwanobushi「妖怪あつガルル」 - Yōkai Atsugaruru | 7 agosto 2015     | 19 aprile 2018 |
| 82  | Il grandioso sogno di Nathan 「ケータの壮大な夢」 - Keita no Sōdai na Yume「妖怪やきモチ」 - Yōkai Yakimochi「妖怪化け草履」 - Yōkai Bakezōri | 14 agosto 2015    | 20 aprile 2018 |
| 83  | Missione segreta al supermercato 「買い物は隠密ミッション」 - Kaimono wa Onmitsu Misshon「コマさんタクシー ～じんめん犬～」 - Komasan Takushī ~Jinmenken~「イナホとＵＳＡピョンのロケットチビチビクミタテール③ ～冷却装置編～」 - Inaho to Usapyon no Roketto Chibichibi Kumitatēru 3 ~Reikiyakusōchi-hen~                                                                                 | 21 agosto 2015    | 23 aprile 2018 |
| 84  | Yo-kai Prudor 「妖怪かゆかゆ」 - Yōkai Kayukayu「モレゾウパニック！」 - Morezō Panikku!「ジバニャンの夏休み」 - Jibanyan no Natsuyasumi | 28 agosto 2015    | 24 aprile 2018 |
| 85  | Yo-kai Fierogambero 「妖怪プライ丼」 - Yōkai Puraidon「コマさんタクシー ～ロボニャン～」 - Komasan Takushī ~Robonyan~「イナホとUSAピョンのロケットチビチビクミタテール④ ～安全装置編～」 - Inaho to Usapyon no Roketto Chibichibi Kumitatēru 4 ~Anzensōchi-hen~ | 4 settembre 2015  | 25 aprile 2018 |
| 86  | Yo-kai Equilanciere 「妖怪ヒライ神」 - Yōkai Hiraishin「万尾獅子とおならず者」 - Man'ojishi to Onarazumono「コマさんタクシー ～うんちく魔～」 - Komasan Takushī ~Unchikuma~ | 11 settembre 2015 | 26 aprile 2018 |
| 87  | Yo-kai Tremone 「妖怪デビビル」 - Yōkai Debibiru「妖怪おとなブル」 - Yōkai Otonaburu「イナホとUSAピョンのロケットチビチビクミタテール⑤ ～頭脳編～」 - Inaho to Usapyon no Roketto Chibichibi Kumitatēru 5 ~Zunō-hen~ | 18 settembre 2015 | 27 aprile 2018 |
| 88  | Il giorno del lancio del razzo 「ロケットが飛ぶ日」 - Roketto ga Tobu Hi「イナウサ不思議探偵社 CASE1 丼もの妖怪連続殺人事件」 - InaUsa Fushigi Tanteisha CASE1 Donmono Yōkai Renzoku Satsujin Jiken | 25 settembre 2015 | 30 aprile 2018 |
| 89  | 「イナUSA不思議探偵社 CASE2 ソフトクリームひとかじり事件」 - InaUsa Fushigi Tanteisha CASE2 Sofutokurīmu Hitokajiri JikenYo-kai Persarmato 「妖怪だっせんしゃ」 - Yōkai Dassensha「妖怪寝ブタ」 - Yōkai Nebuta | 2 ottobre 2015    | 1º maggio 2018 |
| 90  | Yo-kai Pigrornetto 「妖怪サンデーパパ」 - Yōkai Sandēpapa「妖怪おもいだスッポン」 - Yōkai Omoidasuppon「コマさんタクシー ～ガブニャン～」 - Komasan Takushī ~Gabunyan~ | 9 ottobre 2015    | 20 agosto 2018 |
| 91  | Festival della canzone Yo-kai 「みんなで歌おう！妖怪紅白歌合戦！」 - Minna de Utaou! Yōkai Kōhaku Uta Gassen! | 16 ottobre 2015   | 21 agosto 2018 |
| 92  | 「イナウサ不思議探偵社 CASE3 リモコン妖怪殺人事件」 - InaUsa Fushigi Tanteisha CASE3 Rimokon Yōkai Satsujin JikenYo-kai Esageraserpe 「妖怪ダソックス」 - Yōkai Dasokkusu「妖怪たらいまわし」 - Yōkai Taraimawashi | 23 ottobre 2015   | 22 agosto 2018 |
| 93  | 「イナウサ不思議探偵社 CASE4 地味系妖怪連続殺人事件」 - InaUsa Fushigi Tanteisha CASE4 Jimikei Yōkai Renzoku Satsujin JikenMomonyan e i suoi tre compagni 「モモタロニャンと三匹のお供」 - Momotaronyan to Sanbiki no Otomo「古典妖怪ハロウィンパーティー！」 - Koten Yōkai Harowin Pātī!                                                                                                  | 30 ottobre 2015   | 23 agosto 2018 |
| 94  | 「イナウサ不思議探偵社 CASE5 はなほじ妖怪連続殺人事件」 - InaUsa Fushigi Tanteisha CASE5 Hanahoji Renzoku Satsujin JikenYo-kai Caimao Meravigliao (WOWdrillo) 「妖怪オッタマゲーター」 - Yōkai Ottamagētā「カタいものが斬りたいブシニャン」 - Kataimono ga Kiritai Bushinyan | 6 novembre 2015   | 24 agosto 2018 |
| 95  | 「北斗の犬 第１話」 - Hokuto no Ken Dai-Ichi-Wa「イナウサ不思議探偵社 CASE6 トゲトゲ妖怪襲撃事件」 - InaUsa Fushigi Tanteisha CASE6 Togetoge Yōkai Shūgeki JikenYo-kai Panikiao 「妖怪あんのジョー」 - Yōkai Annojō | 13 novembre 2015  | 27 agosto 2018 |
| 96  | 「北斗の犬 第２話」 - Hokuto no Ken Dai-Ni-WaYo-kai Re Plorevole 「妖怪じこけん王」 - Yōkai Jikoken'ō「イナウサ不思議探偵社ＶＳ怪盗コパン ねらわれた国宝級の皿」 - InaUsa Fushigi Tanteisha VS Kaitō Kopan Nerawareta Kokuhō-kyū no Sara | 20 novembre 2015  | 28 agosto 2018 |
| 97  | 「北斗の犬 第３話」 - Hokuto no Ken Dai-San-WaYo-kai Kappadonna 「妖怪カッパー」 - Yōkai Kapā「イナウサ不思議探偵社ＶＳ怪盗コパン ねらわれた赤の秘宝」 - InaUsa Fushigi Tanteisha VS Kaitō Kopan Nerawareta Aka no Hihō | 27 novembre 2015  | 29 agosto 2018 |
| 98  | 「クリスマス大停電！妖怪ウォッチを更新せよ！」 - Kurisumasu Daiteiden! Yōkai Wotchi o Kōshin seyo! – "Un black-out nella corrente natalizia" | 11 dicembre 2015  | inedito        |
| SP1 | 「超豪華版妖怪ウォッチ第1弾! 映画地上波初放送!」 - Chōgōkaban Yōkai Wotchi Dai-Ichi-Dan! Eiga Chijōha Hatsu Hōsō! – "La prima versione deluxe di Yo-kai Watch!" | 18 dicembre 2015  | inedito        |
| SP2 | 「超豪華版妖怪ウォッチ第2弾! もんげー2時間スペシャルズラ!」 - Chōgōkaban Yōkai Wotchi Dai-Ni-Dan! Mongē Nijikan Supesharu zura! – "La seconda versione deluxe di Yo-kai Watch!" | 25 dicembre 2015  | inedito        |
| 99  | 「北斗の犬 第４話」 - Hokuto no Ken Dai-Yon-Wa「イナウサ不思議探偵社ＶＳ怪盗コパン ねらわれた魔性の鏡」 - InaUsa Fushigi Tanteisha VS Kaitō Kopan Nerawareta Mashō no KagamiYo-kai Statichello 「妖怪せいでん鬼」 - Yōkai Seidenki | 25 dicembre 2015  | 30 agosto 2018 |
| 100 | 「ジバニャン誕生の秘密だニャン！」 - Jibanyan Tanjō no Himitsu da Nyan! | 25 dicembre 2015  | inedito        |
| 101 | 「北斗の犬 第5話」 - Hokuto no Ken Dai-Go-Wa「イナウサ不思議探偵社VS怪盗コパン ねらわれた伝説の衣」 - InaUsa Fushigi Tanteisha VS Kaitō Kopan Nerawareta Densetsu no KoromoYo-kai Festinkas 「妖怪家ーイ」 - Yōkai Iēi | 25 dicembre 2015  | 31 agosto 2018 |
| 102 | 「妖怪にもお年玉」 - Yōkai ni mo Otoshidama「北斗の犬 第6話」 - Hokuto no Ken Dai-Roku-Wa「妖怪寝コロンブス」 - Yōkai Nekoronbusu「イナウサ不思議探偵社VS怪盗コパン ねらわれた雪より白い衣」 - InaUsa Fushigi Tanteisha VS Kaitō Kopan Nerawareta Yuki yori Shiroi Koromo | 8 gennaio 2016    | -              |
| 103 | 「北斗の犬 最終回」 - Hokuto no Ken Saishūkai「ムダヅカイの繁殖」 - Mudazukai no Hanshoku「妖怪紙かくし」 - Yōkai Kamikakushi | 15 gennaio 2016   | -              |
| 104 | 「イナウサ不思議探偵社VS怪盗コパン ねらわれた黄金の鎧とコパンの正体！」 - InaUsa Fushigi Tanteisha VS Kaitō Kopan Nerawareta Ōgon no Yoroi to Kopan no Shōtai!「妖怪おつぼね様」 - Yōkai Otsubone-sama「妖怪おつぼね様」 - Yōkai Inchikin | 22 gennaio 2016   | -              |
| 105 | 「3年Ｙ組ニャンパチ先生 コシヒカリ学園」 - San-nen Wai-gumi Nyanpachi-sensei Koshihikari Gakuen「魔の5年1組 ～お金ナイダー 大爆発！！～」 - Ma no Go-nen Ichi-gumi ~Okanenaidā Daibakuhatsu!!~「妖怪カリカリベーコン」 - Yōkai Karikaribēkon | 29 gennaio 2016   | -              |
| 106 | 「3年Ｙ組ニャンパチ先生 熱血炎学園」 - San-nen Wai-gumi Nyanpachi-sensei Nekketsu Honō Gakuen「魔の5年1組 ～うんちく魔 南極に沈む！！～」 - Ma no Go-nen Ichi-gumi ~Unchikuma Nankyoku ni Shizumu!!~「妖怪ポン骨」 - Yōkai Ponkotsu | 5 febbraio 2016   | -              |
| 107 | 「3年Ｙ組ニャンパチ先生 世紀末学園」 - San-nen Wai-gumi Nyanpachi-sensei Seikimatsu Gakuen「イナホのバレンタイン」 - Inaho no Barentain「妖怪カクさん」 - Yōkai Gakusan | 12 febbraio 2016  | -              |
| 108 | 「3年Ｙ組ニャンパチ先生 ドキドキ学園」 - San-nen Wai-gumi Nyanpachi-sensei Dokidoki Gakuen「魔の5年1組 ～グレるりん 夕陽に死す！！～」 - Ma no Go-nen Ichi-gumi ~Gurerurin Yūhi ni Shisu!!~「妖怪まるナゲット」 - Yōkai Marunagetto | 19 febbraio 2016  | -              |
| 109 | 「3年Ｙ組ニャンパチ先生 ニャンニャン学園」 - San-nen Wai-gumi Nyanpachi-sensei Nyan Nyan Gakuen「魔の5年1組 ～セバスチャン 大轟沈！！～」 - Ma no Go-nen Ichi-gumi ~Sebasuchan Daigōchin!!~「妖怪家政婦ガッテンマイヤー」 - Yōkai Kaseifu Gattenmaiyā | 26 febbraio 2016  | -              |
| 110 | 「3年Ｙ組ニャンパチ先生 ギャンギャン学園」 - San-nen Wai-gumi Nyanpachi-sensei Gyan Gyan Gakuen「帰り道はランドセルじゃんけん！」 - Kaerimichi wa Randoseru Janken!「魔の5年1組 ～ネタバレリーナ 知識の海に沈む！！～」 - Ma no Go-nen Ichi-gumi ~Netabaerīna Chishiki no Umi ni Shizumu!!~                                                                                                | 4 marzo 2016      | -              |
| 111 | 「3年Ｙ組ニャンパチ先生 キレッキレ学園」 - San-nen Wai-gumi Nyanpachi-sensei Kirekkire Gakuen「魔の５年１組 ～ネガティブーンとトホホギス友情に泣く！！～」 - Ma no Go-nen Ichi-gumi ~Negatibūn to Tohohogisu Yūjō ni Naku!!~「妖怪オーバーガー」 - Yōkai Ōbāgā | 11 marzo 2016     | -              |
| 112 | 「3年Ｙ組ニャンパチ先生 学級崩壊学園」 - San-nen Wai-gumi Nyanpachi-sensei Gakkyūhōkai Gakuen「魔の５年１組 ～ぎしんあん鬼 鉄壁の女たちの前に砕け散る！！～」 - Ma no Go-nen Ichi-gumi ~Gishin'anki Teppeki no Onna-tachi no Mae ni Kudakechiru!!~「妖怪ナンモナイト」 - Yōkai Nanmonaito                                                                                                  | 18 marzo 2016     | -              |
| 113 | 「夜のどろどろヒットステーション」 - Yoru no Dorodoro Hitto Sutēshon「妖怪三国志」 - Yōkai Sangokushi | 25 marzo 2016     | -              |
| 114 | 「魔の５年１組 ～イケメン犬、おにぎり地獄に吠える！！～」 - Ma no Go-nen Ichi-gumi ~Ikemenken, Onigiri Jigoku ni Hoeru!!~「妖怪口すべらし」 - Yōkai Kuchisuberashi「妖怪三国志Ⅱ」 - Yōkai Sangokushi II「妖怪キリスギリス」 - Yōkai Kirisugirisu | 1º aprile 2016    | -              |
| 115 | 「魔の５年１組 ～花さか爺 枯れる！！～」 - Ma no Go-nen Ichi-gumi ~Hanasakajii Kareru!!~「妖怪ナンデナン」 - Yōkai Nandenaan「妖怪三国志Ⅲ」 - Yōkai Sangokushi III「コマさんタクシー ～ウィスパー～」 - Komasan Takushī ~Wisupā~ | 8 aprile 2016     | -              |
| 116 | 「お仕事シリーズ『妖怪消防隊』」 - Oshigoto Shirīzu "Yōkai Shōbōtai"「妖怪おくらいり」 - Yōkai Okurairi「妖怪三国志Ⅳ」 - Yōkai Sangokushi IV「こわいライトゾーン ～恐怖 閉まらずの窓～」 - Kowairaito Zōne ~Kyōfu Shimarazu no Mado~ | 15 aprile 2016    | -              |
| 117 | 「お仕事シリーズ『妖怪病院』」 - Oshigoto Shirīzu "Yōkai Byōin"「魔の５年１組 ～はらおドリ ナマステに散る！！～」 - Ma no Go-nen Ichi-gumi ~Haraodori, Namasute ni Chiru!!~「妖怪いばるーん」 - Yōkai Ibarūn「妖怪三国志Ⅴ」 - Yōkai Sangokushi V | 22 aprile 2016    | -              |
| 118 | 「魔の５年１組 ～妖怪最終決戦 総大将あらわる！！～」 - Ma no Go-nen Ichi-gumi ~Yōkai Saishū Kessen, Sōdaishō Arawaru!!~「お仕事シリーズ『妖怪スタントマン』」 - Oshigoto Shirīzu "Yōkai Sutantoman"「妖怪エコロ爺」 - Yōkai Ekorojii「妖怪三国志Ⅵ」 - Yōkai Sangokushi VI | 29 aprile 2016    | -              |
| 119 | 「開幕！妖1グランプリ！」 - Kaimaku! Yōwan Guranpuri! | 6 maggio 2016     | -              |
| 120 | 「お仕事シリーズ『妖怪客室乗務員』」 - Oshigoto Shirīzu "Yōkai Kyakushitsu Jōmuin"「イナウサ不思議探偵社 調査ファイル１『ハナホ人』」 - InaUsa Fushigi Tanteisha Chōsa Fairu 1 "Hanahojin"「妖怪三国志Ⅶ」 - Yōkai Sangokushi VII | 13 maggio 2016    | -              |
| 121 | 「お仕事シリーズ『妖怪保育園』」 - Oshigoto Shirīzu "Yōkai Hoikuen"「イナウサ不思議探偵社 調査ファイル２『バクロ婆』」 - InaUsa Fushigi Tanteisha Chōsa Fairu 2 "Bakurobaa"「妖怪ダイナシー」 - Yōkai Dainashī「妖怪三国志Ⅷ」 - Yōkai Sangokushi VIII | 20 maggio 2016    | -              |
| 122 | 「イナウサ不思議探偵社 調査ファイル３『メラメライオン』」 - InaUsa Fushigi Tanteisha Chōsa Fairu 3 "Merameraion"「お仕事シリーズ『妖怪水族館』」 - Oshigoto Shirīzu "Yōkai Suizokukan"「妖怪マイッカー」 - Yōkai Maikkā「妖怪三国志Ⅸ」 - Yōkai Sangokushi IX | 3 giugno 2016     | -              |
| 123 | 「お仕事シリーズ『妖怪おまわりさん』」 - Oshigoto Shirīzu "Yōkai Omawarisan"「イナウサ不思議探偵社 調査ファイル４『ホノボーノ』」 - InaUsa Fushigi Tanteisha Chōsa Fairu 4 "Honobōno"「妖怪バンジーきゅうす」 - Yōkai Banjī Kyūsu「妖怪三国志 最終回」 - Yōkai Sangokushi Saishūkai | 10 giugno 2016    | -              |
| 124 | 「お仕事シリーズ『妖怪ファミリーレストラン』」 - Oshigoto Shirīzu "Yōkai Famirī Resutoran"「イナウサ不思議探偵社 調査ファイル５『グレるりん』」 - InaUsa Fushigi Tanteisha Chōsa Fairu 5 "Gurerurin"「妖怪ダリス」 - Yōkai Darisu | 17 giugno 2016    | -              |
| 125 | 「イナウサ不思議探偵社 調査ファイル６『ふぶき姫』」 - InaUsa Fushigi Tanteisha Chōsa Fairu 6 "Fubukihime"「アンドロイド山田 第一話 出撃」 - Andoroido Yamada Dai-ichi-Wa Shutsugeki「妖怪ふあんかん」 - Yōkai Fuankan | 24 giugno 2016    | -              |
| 126 | 「アンドロイド山田 第二話 焦燥」 - Andoroido Yamada Dai-Ni-Wa Shōsō「イナウサ不思議探偵社 調査ファイル７『モノマネキン』」 - InaUsa Fushigi Tanteisha Chōsa Fairu 7 "Monomanekin"「妖怪ひじょうぐち」 - Yōkai Hijōguchi | 1º luglio 2016    | -              |
| 127 | 「アンドロイド山田 第三話 鉄槌」 - Andoroido Yamada Dai-San-Wa Tettsui「イナウサ不思議探偵社 調査ファイル８『ネタバレリーナ』」 - InaUsa Fushigi Tanteisha Chōsa Fairu 8 "Netabarerīna"「妖怪アイタタタイムズ」 - Yōkai Aitatataimuzu | 8 luglio 2016     | -              |
| SP3 | 「超豪華版妖怪ウォッチ 夏のお宝情報大放出 スペシャルだニャン！」 - Chōgōkaban Yōkai Wotchi Natsu no Otakara Jōhō Daihōshutsu Supesharu da Nyan! | 15 luglio 2016    | -              |
| 128 | 「アンドロイド山田 第四話 孤立」 - Andoroido Yamada Dai-Yon-Wa Koritsu「イナウサ不思議探偵社 調査ファイル９『ボー坊』」 - InaUsa Fushigi Tanteisha Chōsa Fairu 9 "Bōbō"「妖怪無茶ぶりっ子」 - Yōkai Muchaburikko | 15 luglio 2016    | -              |
| 129 | 「アンドロイド山田 第五話 葛藤」 - Andoroido Yamada Dai-Go-Wa Kattō「イナウサ不思議探偵社 調査ファイル１０『ムリカベ』」 - InaUsa Fushigi Tanteisha Chōsa Fairu 10 "Murikabe"「妖怪デモネード」 - Yōkai Demonēdo | 15 luglio 2016    | -              |
| 130 | 「トムニャン登場！妖怪ウォッチドリームをゲットせよ！」 - Tomunyan Tōjō! Yōkai Wotchi Dorīmu o Getto seyo! | 22 luglio 2016    | -              |
| 131 | 「アンドロイド山田 第六話 無念」 - Andoroido Yamada Dai-Roku-Wa Munen「トムニャンとジェリー」 - Tomunyan to Jerī「妖怪なぞトキ」 - Yo-kai Nazotoki | 29 luglio 2016    | -              |
| 132 | 「アンドロイド山田 最終話 哀愁」 - Andoroido Yamada Saishū-Banashi Aishū「イナホ観察日記」 - Inaho Kansatsu Nikki「妖怪ニクヤ鬼」 - Yo-kai Nikuyaki | 5 agosto 2016     | -              |
| 133 | 「コマリーヒルズ青春白書 第１話 パーティー」 - Komarīhiruzu Seishun Hakusho Dai 1-Wa Pātī「イナホのカンガエルーひと パート１」 - Inaho No Kangaerū Hito Pāto 1「うんちく魔とばか頭巾」 - Unchikuma to Bakazukin | 12 agosto 2016    | -              |
| 134 | 「コマリーヒルズ青春白書 第2話 スポーツ」 - Komarīhiruzu Seishun Hakusho Dai 2-Wa Supōtsu「イナホのカンガエルーひと パート2」 - Inaho No Kangaerū Hito Pāto 2「USAピョンの家出」 - Usapyon No Iede「妖怪ピヨピヨコ」 - Yo-kai Piyopiyoko | 19 agosto 2016    | -              |
| 135 | 「コマリーヒルズ青春白書 第3話 クルージング」 - Komarīhiruzu Seishun Hakusho Dai 3-Wa Kurūjingu「ヒーローショーにも妖怪がいっぱい」 - Hīrō Shō Ni Mo Yōkai Ga Ippai「妖怪たこうらみ」 - Yōkai Takorami | 26 agosto 2016    | -              |
| 136 | 「コマリーヒルズ青春白書 第4話 パジャマパーティー」 - Komarīhiruzu Seishun Hakusho Dai 4-Wa Pajamapātī「トムニャンＶＳ粉ものジャポン」 - Tomunyan VS-Ko Mo Mo Japon「妖怪カメッパ」 - Yōkai Kameppa | 2 settembre 2016  | -              |
| 137 | 「コマリーヒルズ青春白書 第５話 ショッピング」 - Komarīhiruzu Seishun Hakusho Dai 5-Wa Shoppingu「妖怪かまいたち」 - Yo-kai Kamaitachi「灼熱のアッチッチゲーム」 - Shakunetsu No Atchitchigēmu | 9 settembre 2016  | -              |
| 138 | 「コマリーヒルズ青春白書 第6話 ドライブ」 - Komarīhiruzu Seishun Hakusho Dai 6-wa Doraibu「妖怪あっけら艦」 - Yōkai Akke-ra-kan「妖怪ガチン小僧」 - Yōkai Gachin Kozō | 16 settembre 2016 | -              |
| 139 | 「コマリーヒルズ青春白書 第7話 グルメデート」 - Komarīhiruzu Seishun Hakusho Dai 7-wa Gurumedēto「イナホのカンガエルーひと パート3」 - Inaho no Kangaerū Hito Pāto 3「妖怪 あしたガール」 - Yo-kai Ashitagirl | 23 settembre 2016 | -              |
| 140 | 「コマリーヒルズ青春白書 最終話 卒業」 - Komarīhiruzu Seishun Hakusho Saishū-Banashi Sotsugyō「激写!不思議マガジン『ヌー』魚人編」 - Gekisha! Fushigi Magajin “nū” Gyojin-hen「妖怪 コンたん」 - Yo-kai Kon-tan | 30 settembre 2016 | -              |
| 141 | 「激写!不思議マガジン『ヌー』ディノサウロイド編」 - Gekisha! Fushigi Magajin “nū” Dinosauroido-hen「妖怪 おれリュウ」 - Yo-kai Oreryu「妖怪 あまん汁」 - Yo-kai Amanjiru | 7 ottobre 2016    | -              |
| 142 | 「妖怪カンペちゃん」 - Yōkai Kanpe-chan「妖怪テンパるンバ」 - Yōkai Tenparu nba「激写！不思議マガジン「ヌー」ジャージーデビル編」 - Gekisha! Fushigi Magajin `nū' Jājīdebiru-hen | 14 ottobre 2016   | -              |
| 143 | 「お試し！ 妖怪ブラスター！」 - O Tameshi! Yōkai Burasutā!「妖怪総ナメ」 - Yōkai Sōname「トムニャンのジャポン探訪「けん玉」」 - Tomunyan no Japon Tanbō `Kendama'「コマさんタクシー ～総ナメ～」 - Komasan Takushī ~ Sōname ~ | 21 ottobre 2016   | -              |
| 144 | 「激写！不思議マガジン「ヌー」ゴートマン編」 - Gekisha! Fushigi Magajin `nū' Gōtoman-hen「絶滅寸前!? 妖怪ブカッコウを救え！」 - Zetsumetsu Sunzen! ? Yōkai Bukakkou o Sukue!「妖怪ひっぱりダコ」 - Yōkai Hippari Dako | 28 ottobre 2016   | -              |
| 145 | 「妖怪ミチクサメ」 - Yōkai Michi Kusame「妖怪わかランナー」 - Yōkai Waka Ran'nā「激写！不思議マガジン「ヌー」モスマン編」 - Gekisha! Fushigi Magajin `nū' Mosuman-hen | 4 novembre 2016   | -              |
| 146 | 「妖怪のらりくらり」 - Yōkai Norari Kurari「妖怪枕返し」 - Yōkai Makura Kaeshi「激写！不思議マガジン「ヌー」ウサピョナーダ編」 - Gekisha! Fushigi Magajin `nū' Usapyonāda-hen | 11 novembre 2016  | -              |
| 147 | 「妖怪ジンギスギスカン」 - Yōkai Jingi Sugisukan「だるまさんがころんだ攻略法!?」 - Daruma-san ga Koronda Kōryaku-hō! ?「ウィスパーの家出」 - U~isupā no Iede「妖怪ニャーミネーター」 - Yōkai Nyā Minētā「トムニャンのジャポン探訪「おもち」」 - Tomunyan no Japon Tanbō `o Mochi' | 18 novembre 2016  | -              |
| 148 | 「あやしいイナホを追いかけろ！」 - Ayashii Ina Ho o Oikakero!「妖怪ハーモリー」 - Yōkai Hāmorī「妖怪ほっとけーキ」 - Yōkai Hottokeki | 25 novembre 2016  | -              |
| 149 | 「ケータVSイナホ 一発クジの決闘！」 - Kēta VS Inaho Ichi Hatsu Kuji no Kettō!「妖怪チクリ魔」 - Yōkai Chikurima「妖怪そらミミズク」 - Yōkai Sora Mimizuku「トムニャンのジャポン探訪「コマ」」 - Tomunyan no Japon Tanbō `Koma' | 9 dicembre 2016   | -              |
| SP4 | 「映画第２弾地上波初放送！２時間半スペシャルズラ！」 - Eiga Dai 2-dan Chijōha Hatsu Hōsō! 2-Jikan han Supesharu Zura! | 16 dicembre 2016  | -              |
| 150 | 「ジバニャンと５つのプレゼントだニャン！」 - Jibanyan to Itsutsu no Purezento Danyan!「みんなが知りたい妖怪の疑問！オラたちが解決ズラ！スペシャル」 - Min'na ga Shiritai Yōkai no Gimon! Ora-tachi ga Kaiketsu Zura! Supesharu | 23 dicembre 2016  | -              |

## Home video

### Giappone
Gli episodi della seconda stagione di Yo-kai Watch sono stati pubblicati per il mercato home video nipponico in edizione DVD dal 27 aprile 2016 al 24 marzo 2017.
In tale edizione sono stati esclusi gli episodi che vanno dal numero 142 al 150, in seguito recuperati nei DVD della terza stagione mentre gli episodi 77-94 sono stati raccolti nei dischi della prima.
| N° | Data              | Episodi | Fonte |
| -- | ----------------- | ------- | ----- |
| 1  | 27 aprile 2016    | 95-98   | [ 2 ] |
| 2  | 25 maggio 2016    | 99-102  | [ 2 ] |
| 3  | 27 luglio 2016    | 103-106 | [ 2 ] |
| 4  | 24 agosto 2016    | 107-110 | [ 2 ] |
| 5  | 28 settembre 2016 | 111-113 | [ 2 ] |
| 6  | 26 ottobre 2016   | 114-117 | [ 2 ] |
| 7  | 25 novembre 2016  | 118-121 | [ 2 ] |
| 8  | 25 novembre 2016  | 122-125 | [ 2 ] |
| 9  | 25 gennaio 2017   | 126-129 | [ 2 ] |
| 10 | 24 febbraio 2017  | 130-133 | [ 2 ] |
| 11 | 24 marzo 2017     | 134-137 | [ 2 ] |
| 12 | 24 marzo 2017     | 138-141 | [ 2 ] |